# Café Florian

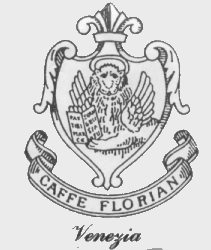
Café Florians emblem

Café Florian är ett kafé på Markusplatsen i Venedig, etablerat år 1720.  Det tävlar med Antico Caffè Greco i Rom om titeln som det äldsta kontinuerligt drivna kaféet i världen.